# Saeculum obscurum
L'espressione saeculum obscurum fu coniata da Cesare Baronio negli Annales Ecclesiastici per caratterizzare come cupo e disastroso il periodo della storia del papato che va dall'888 (quando l'autorità imperiale venne meno, gettando l'Europa nel caos politico) al 1046 (cioè l'inizio della riforma gregoriana).

## Caratteristiche del Papato tra il IX e l'XI secolo

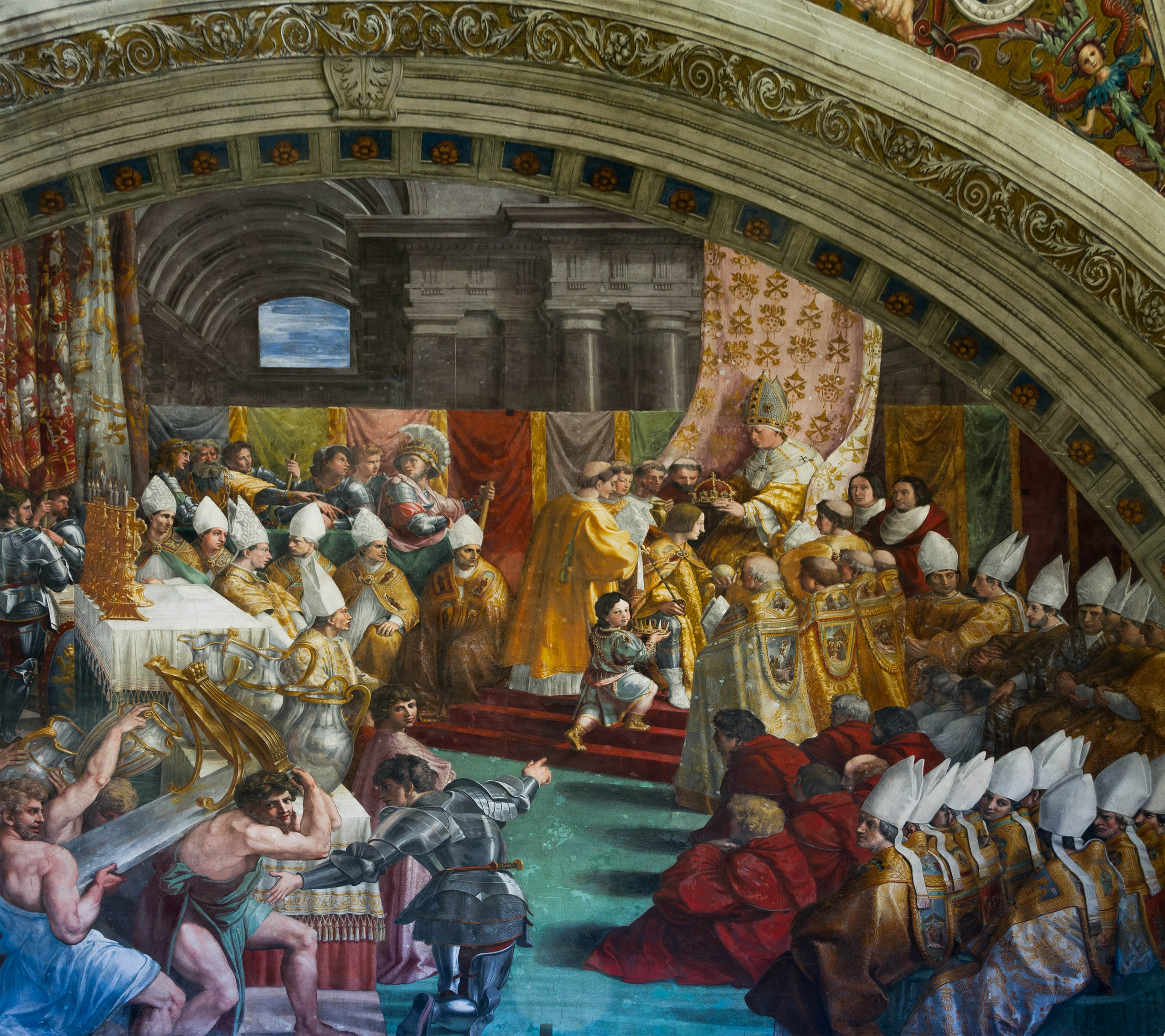
Raffaello Sanzio e aiuti, Incoronazione di Carlo Magno, 1516-1517, affresco, Stanza dell'Incendio di Borgo, Musei Vaticani, Città del Vaticano

### Il ruolo del papa dopo Carlo Magno

#### Ipoteri universalie laConstitutum Constantini
Con l'incoronazione di Carlo Magno nel Natale dell'800 da parte di Leone III, il papa assunse una funzione estremamente importante nei giochi politici, in quanto solamente il successore di San Pietro era legittimato a consacrare gli imperatori, capi supremi dell'Occidente:
(Potestà-Vian, p. 152)
Con l'incoronazione di Carlo dell'800, quindi, si venne a creare la concezione dei poteri universali che avrà tanta influenza nei secoli a venire, specialmente nell'XI secolo con la lotta delle investiture. Secondo l'ottica medievale, i due poteri universali reggevano il mondo e si "autolegittimavano" a vicenda: il Papa era colui che governava la cristianità per condurla alla salvezza eterna e, in quanto Vicario di Cristo, consacrava l'imperatore, laico deputato a governare il mondo assicurandogli stabilità politica. È in tale clima ideologico che si produsse la Constitutum Constantini (meglio conosciuta sotto il nome di "Donazione di Costantino"), ma tale documento, secondo cui l'imperatore romano Costantino avrebbe donato la Pars Occidentalis dell'Impero a Papa Silvestro I, fu un falso creato ad hoc in scriptoria franchi nella prima metà del IX secolo.

### La crisi dell'Impero e le "contraddizioni" del vescovo di Roma
Questa duplice diarchia, così ben costruita a livello teorico, era però suscettibile a vari fattori, tra i quali spiccava la sicurezza militare offerta dall'imperatore nei confronti del Papa. Finché il trono fu in mano all'energico Carlo Magno e la struttura dell'Impero stesso era ancora salda, il papato poté godere di una certa autonomia politica e protezione dalla rissosa nobiltà romana. Quando l'Impero entrò in crisi in seguito alle lotte tra Ludovico il Pio e i figli (anni '30) per poi dissolversi nell'888, il trono di Pietro divenne preda delle fazioni locali, screditando così la sua missione spirituale:
(Sestan-Bosisio, p. 150)
Quello che emerse complessivamente dalle vicende del papato in questo periodo fu una palese e stridente contraddizione tra la natura "universale" dell'istituzione, e la "municipalità" cui si ridusse l'episcopato romano, dovuta a due motivi principali:
1. Il potere delle famiglie patrizie romane (duchi di Spoleto, Teofilatto, Crescenzi, Conti di Tuscolo), che intesero il papato come instrumentum regni, riducendone il raggio d'azione politico e pastorale al solo Lazio[4].
2. La modalità dell'elezione del papa, nell'Alto Medioevo, che seguiva le stesse modalità d'elezione dei vescovi del Cristianesimo delle origini. Non esistendo un collegio cardinalizio vero e proprio, il papa veniva eletto dal populus romanus nelle sue varie classi sociali (aristocrazia, clero, milizia).

(Potestà-Vian, p. 170)

## La casa di Spoleto (888-904)

### Tra i Carolingi e gli Spoletini

#### Premesse
Già papa Giovanni VIII (872-882) aveva cercato l'appoggio di Carlo il Calvo per la protezione del Patrimonium Sancti Petri dai saraceni e dai feudatari italici che, approfittando della decadenza dell'Impero, si erano resi praticamente indipendenti e spadroneggiavano su un'Italia in stato d'anarchia. Decaduto dalla carica imperiale poi l'ultimo rampollo dei carolingi, Carlo il Grosso, il papato si ritrovò completamente senza alcun sostegno politico e militare:
(Gallina-Merlo-Tabacco, p. 89)

#### Tra Formoso e Stefano VI: Il sinodo del cadavere

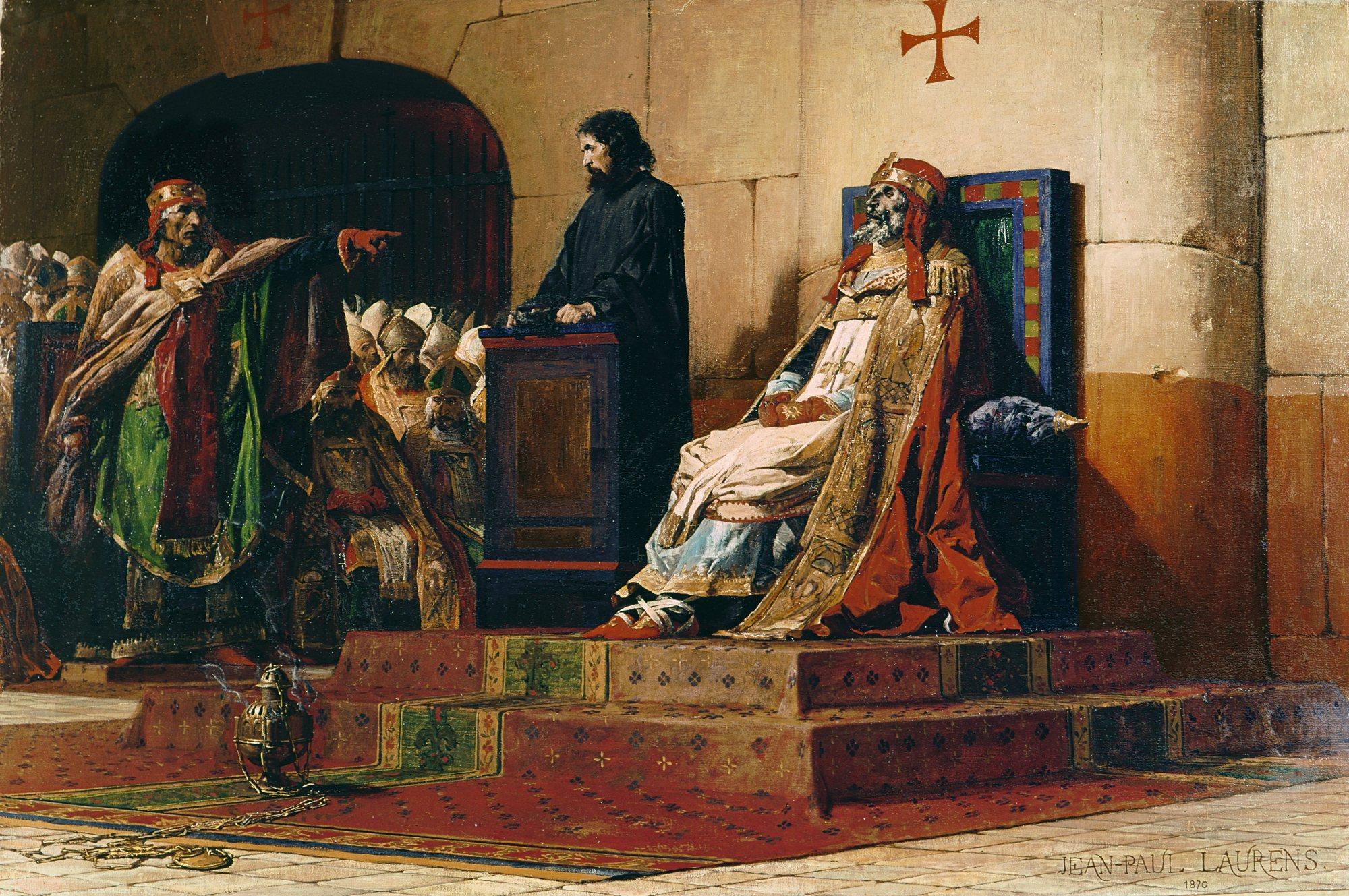
Jean-Paul Laurens, Papa Stefano VI e Formoso. Il "sinodo del cadavere", 1870, Musée des Beaux-Arts de Nantes

Inutilmente Papa Formoso (891-896) e Giovanni IX (898-900) cercarono di barcamenarsi tra ombre di pretendenti alla corona imperiali (Arnolfo di Carinzia) ed invadenti feudatari italici (Guido II di Spoleto e suo figlio Lamberto II di Spoleto da una parte; dall'altra Berengario del Friuli). Formoso, attuando una politica estera imprevedibile, chiamò in suo soccorso Arnolfo dalla Germania, perché fosse incoronato imperatore contro Guido e Lamberto da Spoleto, incoronati dal papa pochi anni prima. Questa politica ambivalente fu la causa dell'odio che il partito filo-spoletino all'interno della città di Roma nutrì nei confronti di un papa che, contravvenendo alle norme canoniche stabilite dal Concilio di Nicea I (325), era già stato precedentemente vescovo di un'altra sede:
(Concilio di Nicea, Canone XV. Del clero che si sposta di città in città)
Quando Formoso morì, nell'aprile dell'896, la fazione filo-italica prese il sopravvento in Roma, eleggendo un nemico giurato di Formoso, Stefano VI (896-897), il cui nome è legato al macabro e degradante "sinodo del cadavere". Lamberto e la madre Ageltrude intendevano vendicarsi di Formoso per il tradimento "tedesco" e, approfittando dell'irregolarità con cui Formoso era stato eletto papa, costrinsero papa Stefano a riesumare il cadavere mummificato di Formoso e, dopo un processo-farsa tenutosi nel Laterano nel gennaio dell'897, fu dichiarato dannato in eterno e furono dichiarate nulle le sue ordinazioni. Il cadavere di Formoso fu infine mutilato e gettato nel Tevere, per poi venire ripescato (secondo la leggenda) da un pio monaco. Il resoconto offertoci dallo storico tedesco Ferdinand Gregorovius è agghiacciante:
(Gregorovius, pp. 275-276)

#### La riabilitazione di Formoso e la crescente instabilità politica
Stefano non sopravvisse a lungo a tale oscenità: nell'agosto dell'897 veniva deposto e strangolato. Nei tre anni successivi la fazione filo-formosiana riuscì a riprendere il controllo della città, e i papi Teodoro II (897) e Giovanni IX (898-900) riabilitarono la figura di Formoso e Giovanni, dotato di notevoli qualità diplomatiche, riuscì a ristabilire buoni rapporti con Lamberto di Spoleto. La morte di Lamberto II (ottobre 898) e l'arrivo degli Ungari da nord (i quali batterono, nell'899, l'esercito di Berengario del Friuli) frantumarono le speranze di Giovanni IX, oltre che a gettare tutta l'Italia nel caos politico più completo. Il successore, Benedetto IV (900-903) tentò di perseguire la politica del predecessore, riconoscendo Ludovico di Provenza nuovo imperatore; commise però l'errore di elevare due nobili romani, Teofilatto e Crescenzio, ad importanti posizioni politiche nell'Urbe. Fu proprio Teofilatto, infatti, a dare l'avvio al degradante periodo della "pornocrazia".

## Tra Teofilatto e Marozia: la pornocrazia (904-935)

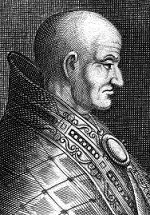
Sergio III

### Sergio III e Teofilatto
Con la morte di Benedetto IV, la situazione precipita nella più completa anarchia: Leone V viene deposto e, probabilmente, fatto strangolare da Cristoforo. Con Roma in tale stato d'anarchia, Sergio III (904-911), il vescovo di Cere acerrimo nemico di Formoso e che fu scomunicato da Giovanni IX a Ravenna, prese con un vero e proprio Colpo di Stato il potere in Roma (gennaio 904), aiutato in questo da Teofilatto, che nel frattempo si era creato una vasta rete clientelare in Roma. Il papato di Sergio, che riabilitò tutte le decisioni del sinodo del cadavere e gettando così tutto il clero nell'incertezza riguardo alla validità della propria ordinazione, segnò l'inizio dell'influenza politica di Teofilatto e delle donne della sua casata: la moglie Teodora e, ancor di più, la figlia Marozia. Furono infatti queste due donne che, con i loro costumi lascivi, segnarono la storia del papato nei decenni a venire: Marozia divenne l'amante di Sergio, dal quale ebbe, secondo Liutprando di Cremona, il futuro Papa Giovanni XI. Morto Sergio nel 911, gli succedettero Anastasio III (911-913) e Lando (913-914), vere e proprie marionette nelle mani del regime di Teofilatto.

### La "parentesi" di Giovanni X (914-928)

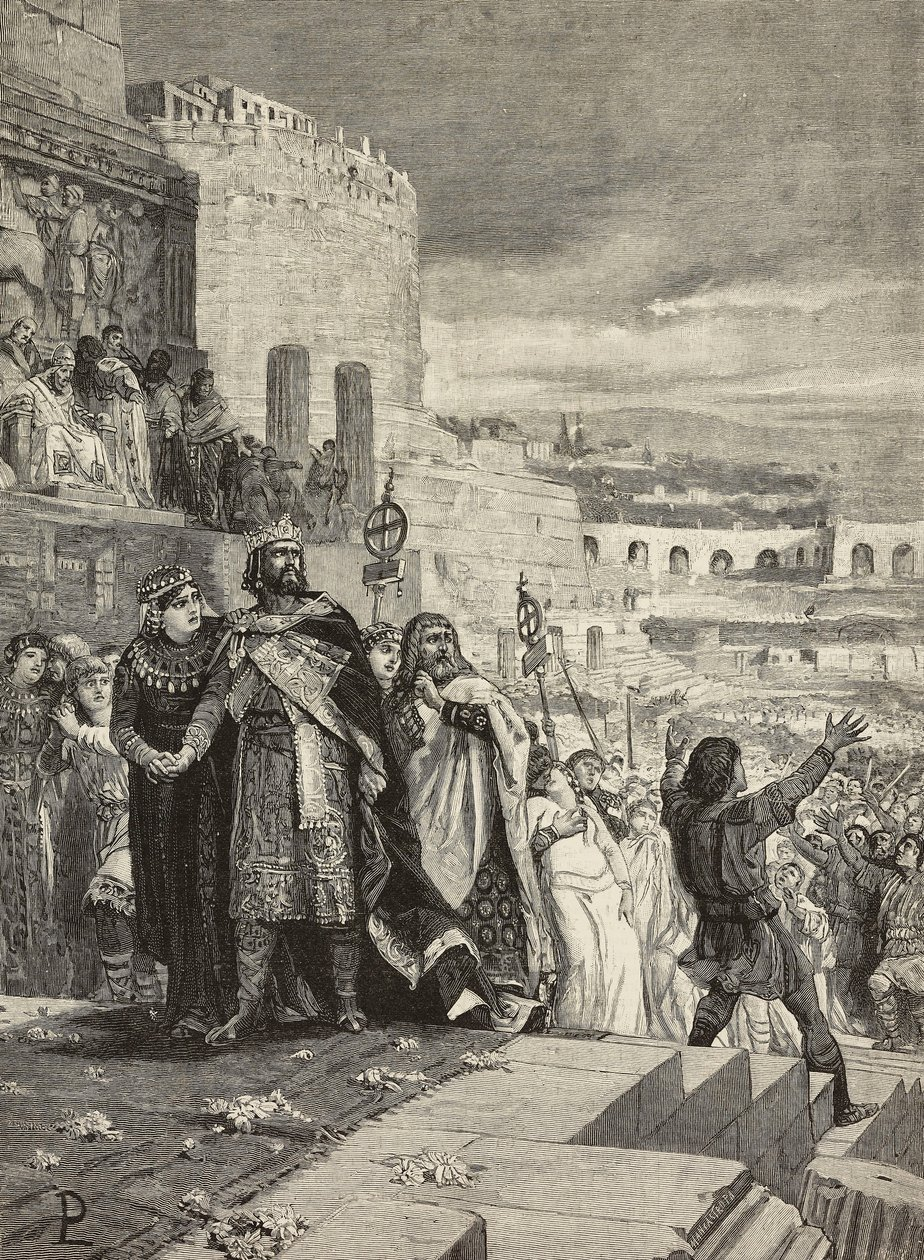
F. Bertolini, Le Nozze di Marozia e Ugo di provenza, incisione, in La storia di Roma

Giovanni X fu l'unico pontefice, nel corso del X secolo, a resistere per ben quattordici anni alla politica di potenza di Teofilatto e di sua figlia Marozia. Benché fosse stato eletto papa in quanto amante di Teodora, moglie di Teofilatto, Giovanni riuscì ad imporre una politica temporale autonoma: nel 915 cercò aiuto in Berengario del Friuli, incoronandolo imperatore nonostante fosse ancora vivo Ludovico di Provenza; sempre nel 915, il papa si mise a capo di una lega degli Stati italiani riuscendo ove Papa Giovanni VIII aveva miseramente fallito: l'annientamento dei saraceni nella battaglia del Garigliano (agosto), evento che celebrò in Giovanni un salvatore del mondo cristiano dalle incursioni degli infedeli. Tale posizione di prestigio oscurò la potenza di Teofilatto, che morì nel 924. La riscossa della famiglia fu dovuta alla figlia di Teofilatto e Teodora, quella Marozia amante di Sergio III sposata poi ad Alberico I di Spoleto. Rimasta vedova, Marozia si sposò nel 928 con il potente feudatario Guido di Toscana, dal quale ottenne le truppe necessarie per neutralizzare l'energico pontefice. Questi, privo delle forze necessarie, fu catturato nel Laterano e, dopo essere stato deposto, fu strangolato in Castel Sant'Angelo.

### Marozia: dallozenitalnadir(928-932)
Marozia, eliminato l'ingombrante Giovanni X, divenne l'assoluta dominatrice di Roma, tanto da autoproclamarsi "patricia et senatrix populi romani". Dopo alcuni vari papi "cortigiani", nel 931 elevò sulla cattedra di Pietro il figlio avuto, con tutta probabilità, da Sergio III: papa Giovanni XI (931-936). Con il figlio come papa, Marozia poté ottenere di sposarsi (Guido era morto, nel frattempo) con il fratello del defunto sposo, Ugo di Provenza. Il matrimonio della madre, però, fu fortemente inviso dal figlio avuto da Alberico I, il giovane Alberico II, in quanto ostile alla presenza di uno straniero in Roma. Pertanto il giovane, approfittando di una lite avuta con il patrigno, scatenò una rivolta da parte del popolo romano: Marozia fu imprigionata, Ugo scappò a malapena da Roma e Giovanni XI fu arrestato "ai domiciliari" nel Laterano, ove morì nel 936.

## Alberico II e Giovanni XII (932-965)

### Il dominio di Alberico (932-954)
Dall'anno 932 al 954 governò Roma e sul papato il figlio di Marozia, Alberico II, che assunse il titolo altisonante di princeps et senator omnium Romanorum. Con lui, il periodo della pornocrazia ebbe termine, in quanto non ci furono più donne a controllare la vita religiosa e politica dell'Urbe. Alberico seguì la politica di famiglia, nominando papi uomini di sua fiducia e, sotto il profilo ecclesiastico, integerrimi e pii. Insieme a questi papi, Alberico fu promotore della riforma cluniacense e promosse la ricostruzione di conventi e di abbazie, anche con il tentativo di detenere la maggiore influenza possibile sull'Italia meridionale. La politica di Alberico fu, però, più accorta e intelligente di quella della madre: benché detenesse l'assoluto controllo della città, non agì scandalosamente come fece Marozia. Piuttosto, Alberico si servì del papato contro Ugo di Provenza e orientando i rapporti con gli altri Stati secondo i suoi calcoli politici. Nel 954 Alberico, sentendosi prossimo alla morte, si fece trasportare in Laterano ove costrinse i prelati e il popolo ad eleggere pontefice il figlio diciassettenne Ottaviano, non appena fosse morto il pontefice allora in carica Agapito II (946-955). Era il tentativo, da parte di Alberico, di riunificare il potere temporale con quello spirituale nella persona del figlio. Quando poi l'anno successivo Agapito morì, Ottaviano, che nel frattempo aveva ricevuto una sommaria educazione ecclesiastica, assurse al soglio pontificio col nome di Giovanni XII, considerando il suo nome principesco poco consono all'alta dignità di cui si rivestiva.

### Giovanni XII (954-965) e ilPrivilegium Othonis

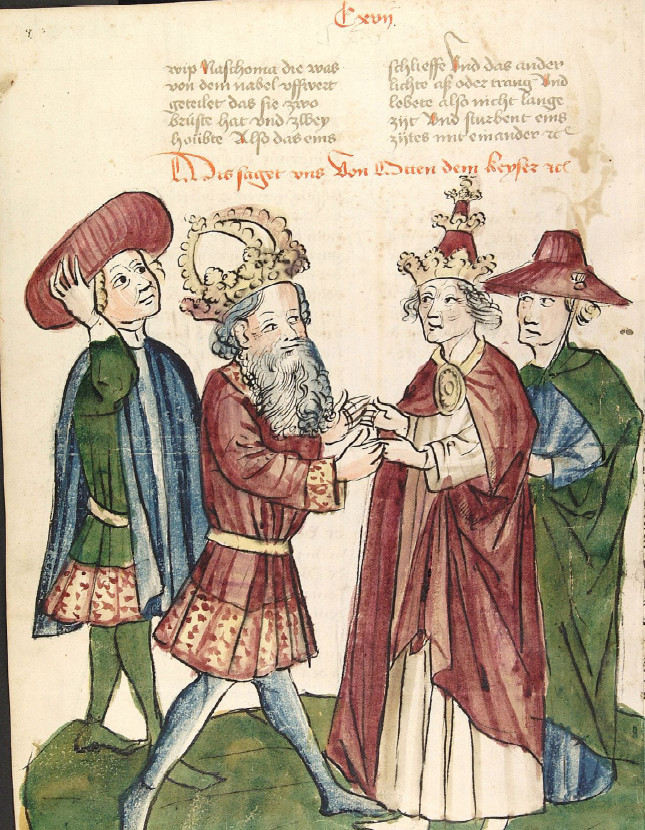
Anonimo, Ottone I incontra Giovanni XII, Laboratorio di Diebold Lauber, 1450

Ottaviano, un giovane pieno di fuoco e di passioni, tanto dissoluto da essere paragonato persino a Nerone, salì al trono papale e non tardò a dare scandalo al popolo romano ed all'intera cristianità per il suo comportamento lascivo e privo di dignità religiosa. Il 2 febbraio 962 l'imperatore Ottone I si fece incoronare imperatore da Giovanni XII. In questa sede, ci fu uno scambio di promesse: Ottone promise al papa la sicurezza e la difesa dei territori e dei diritti della Chiesa romana; il papa e i romani giurarono, dopo l'incoronazione, di restare fedeli all'imperatore e di non favorire mai nessun altro se non colui che portava l'autorità imperiale.
Tale alleanza tra Impero e Papato si concretizzò nell'approvazione del celebre Privilegium Ottonianum (o Privilegium Othonis) del 13 febbraio 962: Ottone riconfermò alla Chiesa di Roma le donazioni di Pipino e di Carlo Magno e ripristinò la supremazia imperiale conformemente alla costituzione di Ludovico il Pio dell'824 (giuramento di fedeltà da parte del papa canonicamente eletto, prima della consacrazione, giurisdizione suprema e controllo dell'imperatore sopra i funzionari del papa). Il Privilegium Othonis fu sicuramente deleterio per la libertà pontificia: l'elezione di un candidato al trono pontificio doveva essere di gradimento all'imperatore (quasi una sorta di funzionario imperiale), mentre sotto i carolingi si doveva attendere il documento che attestava la canonicità dell'elezione.
Dopo la partenza di Ottone, Giovanni XII trasgredendo la promessa, si alleò con Berengario, con suo figlio Adalberto e con altri nemici dell'imperatore. Dal momento che gli giungevano cattive notizie sulla condotta del papa, Ottone nel 963 ritornò a Roma. Fece giurare ai romani che in futuro non avrebbero eletto nessun papa senza il suo consenso o quello di suo figlio e in un sinodo in San Pietro tenne giudizio su Giovanni XII. Il 4 dicembre 963 questi fu deposto in seguito a gravi accuse. Ritornato dalla Corsica grazie all'appoggio della sua famiglia, Giovanni scacciò il papa "filo-imperiale" Leone VIII. Regnò per poco tempo: fu infatti ucciso, secondo Liutprando da Cremona, dal diavolo; piuttosto, si dovrebbe pensare al marito di una delle amanti di Giovanni.

## I Crescenzi, parentesi ottoniana, seconda fase dei Crescenzi (965-1012)
Dopo la morte e deposizione di Giovanni XII (965), il dominio dei Teofilatto su Roma cominciò a declinare a favore dei Crescenzi, famiglia che si era imparentata con i Teofilatto grazie al matrimonio di Giovanni Crescenzio con Teodora II, sorella di Marozia. Questi, dopo aver imposto il figlio Giovanni XIII e altri papi della loro fazione, dovettero declinare momentaneamente il capo durante il pontificato del giovane Gregorio V (996-999) e del dottissimo Silvestro II (999-1003), entrambi esponenti legati al giovanissimo imperatore Ottone III, intenzionato a riportare Roma, caput mundi, al suo antico splendore di capitale della cristianità. Il piano di Silvestro II e di Ottone III sembrò aver trovato la soluzione in seguito alla decapitazione di Giovanni Crescenzio, ma in seguito alla prematura scomparsa di Ottone III e di Silvestro II nel 1003, il potere dei Crescenzi ritornò in auge nel figlio omonimo del nobile romano decapitato.

## I conti di Tuscolo (1012-1046)

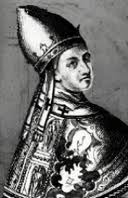
Anonimo, Benedetto IX, litografia, prima del 1923. Considerato uno dei peggiori pontefici della storia della Chiesa, Benedetto IX occupò, con la violenza e con gli intrighi, per ben tre volte il seggio apostolico.

Con la morte di Sergio IV (1012), i Crescenzi cercarono di far valere le proprie posizioni eleggendo un loro candidato, Gregorio VI, che venne però prontamente sconfitto dalle armi di Gregorio dei Conti di Tuscolo che impose il figlio Teofilatto, che assunse il nome di Benedetto VIII. Questa famiglia, nemica giurata dei Crescenzi, discendeva dai Teofilatto attraverso una figlia di Alberico II, tale Marozia (II), e fu proprio Gregorio che aggiunse l'appellativo Tuscolanum in virtù di alcuni suoi possedimenti in tale regione. 
Papa Benedetto VIII (1012-1024), nonostante le modalità con cui fu eletto, si dimostrò un ottimo pontefice. Oltre a dimostrarsi un abile politico, Benedetto si prodigò, infatti, nella difesa dell'onore e della moralità nel clero (combatté aspramente il nicolaismo e la simonia), tanto che si impegnò con Enrico II di Germania per far sì che le decisioni pontificie fossero tradotte anche in leggi dello Stato. Ma il fratello Giovanni XIX (1024-1032) e il nipote di entrambi Benedetto IX (1032-1045; 1045; 1047-1048) vanificarono gli intenti evangelici del loro predecessore tentando il primo di vendere al Patriarca di Costantinopoli il primato petrino, il secondo insanguinando il trono pontificio con gli assassinii da lui ordinati e ricoprendolo d'infamia con la sua condotta immorale, molto vicina a quella di Giovanni XII. Soltanto l'intervento di Enrico III, il nuovo imperatore tedesco animato da una forte volontà riformatrice, riuscì a porre fine allo stato di anarchia in cui dilagava la sede romana: il 20 dicembre 1046 convocò a Sutri un concilio, ove depose i tre papi pretendenti, ponendo fine allo strapotere della nobiltà romana e appoggiò politicamente il rafforzamento dell'autorità spirituale del papato promuovendo quella che diventerà la Riforma dell'XI secolo.